# Colocasiomyia sagittata
Colocasiomyia sagittata är en tvåvingeart som beskrevs av Toyohi Okada 1990. Colocasiomyia sagittata ingår i släktet Colocasiomyia och familjen daggflugor. Inga underarter finns listade i Catalogue of Life.